# Bylakonenahalli, Bangalore North
Bylakonenahalli là một làng thuộc tehsil Bangalore North, huyện Bangalore Urban, bang Karnataka, Ấn Độ.